# NGC 6091
NGC 6091 (również PGC 57242) – galaktyka spiralna (S), znajdująca się w gwiazdozbiorze Małej Niedźwiedzicy. Odkrył ją Edward D. Swift 8 lipca 1885 roku.